# Scopula bucephalaria
Scopula bucephalaria là một loài bướm đêm trong họ Geometridae.